# Vessela Martschewski
Vessela Martschewski (* 1954 in Sofia, Bulgarien) ist eine deutsch-bulgarische Filmeditorin aus Berlin.
Vessela Martschewski ist seit Anfang der 1990er Jahre freischaffende Editorin. Zu ihren Arbeiten gehören Folgen von SOKO Wismar, Tatort und Polizeiruf 110 sowie diverse Fernsehfilme.
Martschewski ist Mitglied im Bundesverband Filmschnitt Editor e. V. (BFS).

## Filmografie (Auswahl)
- 1990: Carola Neher – Todesursache unbekannt (Dokumentarfilm)
- 1992: Die AIDS-Rebellen (Dokumentarfilm)
- 1995: Tatort: Blutiger Asphalt
- 1996: 1001 Rezepte eines verliebten Kochs (Shekvarebuli kulinaris ataserti retsepti)
- 1997: Champagner und Kamillentee (Fernsehfilm)
- 1999: Warten ist der Tod
- 2002: Unter Verdacht: Verdecktes Spiel
- 2003: Schussangst
- 2004: Unter Verdacht: Gipfelstürmer
- 2004–2012: SOKO Wismar (Fernsehserie, 51 Folgen)
- 2005: Der Grenzer und das Mädchen
- 2000–2009: Ein starkes Team (Fernsehreihe)
  - 2000:  Der Todfeind
  - 2001:  Kleine Fische
  - 2001:  Der schöne Tod
  - 2005:  Ihr letzter Kunde
  - 2009:  Die Schöne vom Beckenrand
- 2006: Die Mauer – Berlin ’61
- 2007: Nichts ist vergessen
- 2009: Das Vaterspiel
- 2009: Tatort: … es wird Trauer sein und Schmerz
- 2010: Tatort: Der letzte Patient
- 2011: In den besten Jahren
- 2011: Tatort: Mord in der ersten Liga
- 2012: Blutadler
- 2013: Jedes Jahr im Juni
- 2013: Einzelkämpfer (Dokumentarfilm)
- 2013: Tod in den Bergen
- 2014: Polizeiruf 110: Abwärts
- 2014: Polizeiruf 110: Eine mörderische Idee
- 2014: Die Auserwählten
- 2015: Tatort: Spielverderber
- 2016: Mörderische Stille
- 2017: Die Anfängerin
- 2017: Der Mann aus dem Eis
- 2018: Tatort: Bombengeschäft
- 2019: Die Freundin meiner Mutter (Fernsehfilm, zusammen mit Antonia Fenn)
- 2019: Balanceakt
- 2019: Polizeiruf 110: Tod einer Journalistin
- 2020: Persischstunden
- 2020: 18% Grey
- 2021: Die Heimsuchung
- 2022: Polizeiruf 110: Abgrund
- 2022: Der Usedom-Krimi: Am Ende einer Reise
- 2023: Tatort: Das Wunderkind